# Duizend Woorden
Duizend Woorden is een literatuurproject van de Nederlandse omroep VPRO en uitgeverij Nieuw Amsterdam, dat iedereen opriep een kort verhaal van maximaal duizend woorden in te sturen. Verhalen konden in 2007 en 2008 ingestuurd worden.
Op initiatief van VPRO-presentatrice Lotje IJzermans startte Duizend Woorden in 2006. Iedere week werd het beste ingezonden verhaal van een aspirant-schrijver voorgelezen in het radioprogramma De Avonden, op Radio 6. Vervolgens werd het verhaal besproken door twee professionele auteurs, onder wie Arjen Lubach, Gerbrand Bakker, Thomas Verbogt, Stephan Enter, Gerard van Emmerik, Ton Rozeman, Sanneke van Hassel, Jan van Mersbergen en Manon Uphoff. Op die manier ontstond volgens de initiatiefnemers een literaire workshop op de radio, een openbare masterclass.
Begin 2008 verscheen een bloemlezing uit de ingezonden verhalen met de titel De beste verhalen uit Duizend Woorden, samengesteld door Emke Spauwen.
Twee jaar lang verzorgde Duizend Woorden een maandelijkse rubriek in NRC Handelsblad, daarna publiceerde de VPRO Gids maandelijks een verhaal met jurycommentaar van Duizend Woorden.
In september 2008 werd Emke Spauwen als vaste redacteur van Duizend Woorden vervangen door Dries Muus.

## Duizend Woorden Prijs
Op 14 december 2008 organiseerde Duizend Woorden de eerste Avond van het Korte Verhaal in de Desmet Studio's in Amsterdam. Hier kreeg Ellen Heijmerikx uit handen van schrijver A.L. Snijders de 'Duizend Woorden Prijs' uitgereikt voor haar verhaal De orka. Voor zover bekend hebben die avond en die prijs geen vervolg gekregen.